# Biochemical Pharmacology (časopis)
Biochemical Pharmacology je recenzirani medicinski časopis koji objavljuje Elsevier. Časopis pokriva istraživanja u oblastima farmakodinamike i farmakokinetik lekova i neterapeutskih ksenobiotika. Glavni odgovorni urednik je S. J. Ena, Univerzitet Medicinskog centra Kanzasa, Kanzas Siti.
Po podacima Journal Citation Reports, časopis je 2014. imao faktor impakta od 5.009, te je bio rangiran na 23. mestu među 254 časopisa u kategoriji Farmakologija i farmacija.

## Spoljašnje veze
- Званични веб-сајт